# Trusted Platform Module

Components interns d'un Trusted Platform Mòdul

Un Trusted Platform Mòdul (TPM) és un estàndard criptogràfic per a cripto-processadors (un microcontrolador dedicat a assegurar un sistema mitjançant la integració de claus de xifratge en el maquinari), que suporta la implementació d'un sistema en l'àmbit del maquinari. NGSCB. Les especificacions tècniques d'aquesta norma estan definides per un consorci de la indústria informàtica anomenat Trusted Computing Group (TCG). El 2009, va obtenir la norma ISO 11889/ EC 11889 per part de l'Organització Internacional per a l'Estandardització i la Comissió Electrotècnica Internacional. A partir de la versió 1.2, les especificacions de TPM 2.0 es van publicar al març de 2014.

## Material TPM
Els xips TPM (o els xips Fritz) es van comercialitzar a partir de 2006 en alguns models d'ordinadors portàtils, principalment en gammes professionals. Estan destinats a integrar-se en les plaques base d'ordinadors i altres equips electrònics i informàtics que s'ajustin a les especificacions del Grup de Càlcul de Confiança. En una computadora, la connectivitat utilitzada per al TPM és un bus LPC o un bus SPI.
Els constructors actuals de xips TPM són Atmel, Broadcom, Infineon, Intel, Nuvoton (antigament Winbond), Sinosun i STMicroelectronics.
Es tracta d'un component electrònic passiu. Això vol dir que no pot donar a l'ordinador una ordre com bloquejar el sistema o controlar l'execució d'una aplicació. Tanmateix, facilita la seguretat de guardar secrets (com ara les claus de xifratge).